# Pseudosterrha ochrea
Pseudosterrha ochrea là một loài bướm đêm trong họ Geometridae.